# Condado de Chase (Nebraska)
El condado de Chase (en inglés: Chase County), fundado en 1873 con el nombre en honor del general Champion S. Chase, es un condado del estado estadounidense de Nebraska. En el año 2000 tenía una población de 4.068 habitantes con una densidad de población de dos personas por km². La sede del condado es Imperial.

## Geografía
Según la oficina del censo el condado tiene una superficie total de 2326 km² (898,1 mi²), de los que 2315 km² (893,8 mi²) son tierra y 8 km² (3,1 mi²) (0,35%) son agua.

### Condados adyacentes
- Condado de Hayes - este
- Condado de Dundy - sur
- Condado de Yuma - suroeste
- Condado de Phillips - oeste
- Condado de Perkins - norte

## Demografía
Según el censo del 2000 la renta per cápita media de los habitantes del condado era de 32.351 dólares y el ingreso medio de una familia era de 39.225 dólares. En el año 2000 los hombres tenían unos ingresos anuales 27.554 dólares frente a los 17.602 dólares que percibían las mujeres. El ingreso por habitante era de 17.490 dólares y alrededor de un 9.60% de la población estaba bajo el umbral de pobreza nacional.

## Ciudades y pueblos
- Imperial
- Lamar
- Wauneta